# Islas Green (Papúa Nueva Guinea)

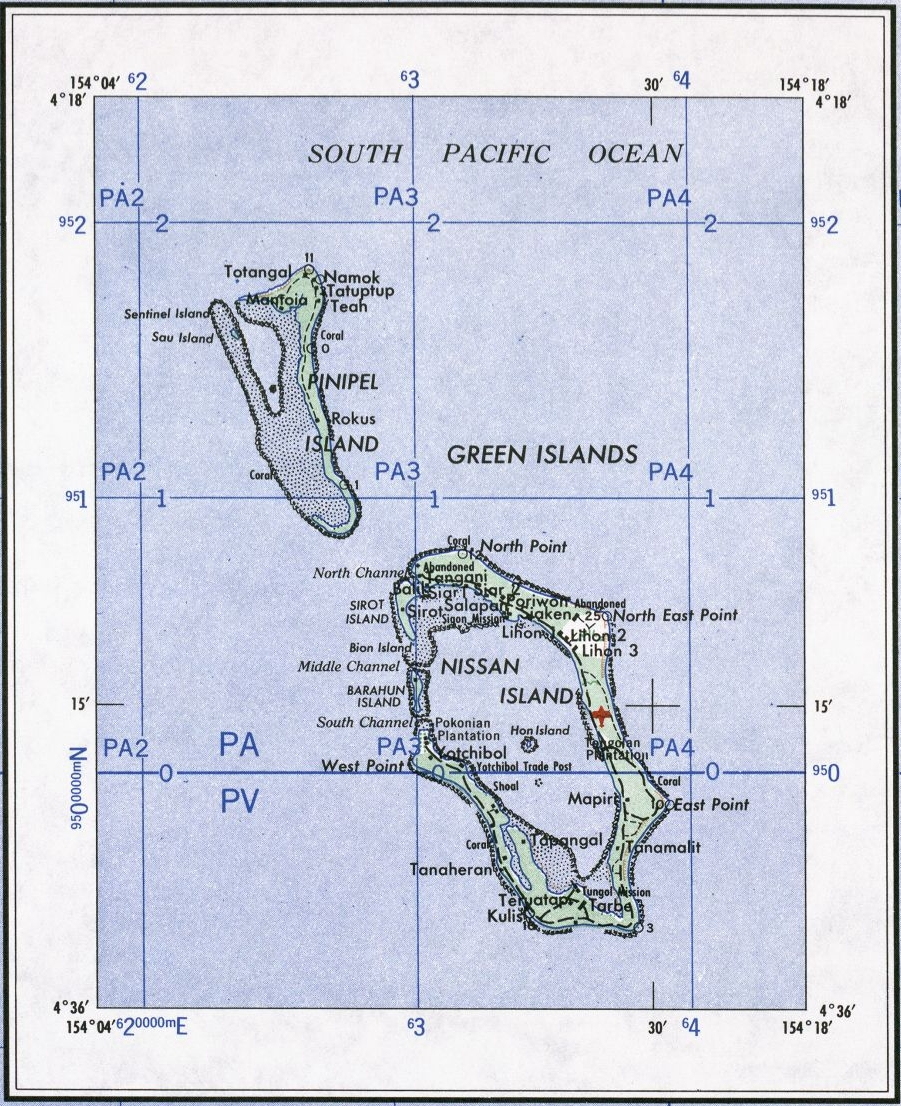
Mapa de las islas

Las Islas Green son un pequeño archipiélago de islas en el mar de Salomón, dentro de la Región autónoma de Bougainville, en el noreste de Papúa Nueva Guinea.
Están ubicados en 4°30′S 154°10′E / -4.500, 154.167, aproximadamente 200 km  al noroeste de la Isla Bougainville , y aproximadamente 200 km al este de la isla Rabaul y Nueva Bretaña.
Durante la Segunda Guerra Mundial los Seabee de la Marina de los Estados Unidos construyeron una gran base de PT Boat en las Islas Verdes.

## Islas
- Isla Nissan: la isla más grande del grupo
- Isla Pinipel
- Isla Barahun
- Isla Sirot
- Isla Sau